# Ucronia (saggio)
Ucronia (Le Détroit de Behring. Introduction à l'uchronie) è un saggio di Emmanuel Carrère pubblicato nel 1986.
Tratta dalla sua tesi di laurea, l'opera rappresenta il tentativo di affrontare a livello filosofico e concettuale un sottogenere della letteratura fantastica che, secondo l'autore, non è mai stato adeguatamente indagato.

## Contenuto
Il saggio utilizza alcune opere rappresentative del genere, illustrandone la trama, per dimostrare come in effetti l'ucronia sia qualcosa di non direttamente riferibile agli altri prodotti della narrativa fantastica. L'idea di base è che l'ucronista sia mosso da una nostalgia per qualcosa che non è, che non può essere ma che, invece, dovrebbe essere. Questa situazione rende necessaria una correzione che avviene nelle pagine del romanzo o del racconto, anche se la differenza cruciale rispetto all'utopia è che non propone un progetto di cambiamento reale. Secondo Carrère si tratta di un gioco intellettuale paradossale, che nasce da una sconfitta di cui è consapevole, e che si mantiene in bilico tra l'ironico, il desolato e il maniacale. 
All'interno dell'opera sono affrontati, come materiali di studio, tra gli altri, i seguenti lavori: Napoleone apocrifo. Storia della conquista del mondo e della monarchia universale 1812-1832 (1836) di Louis Napoléon Geoffroy-Chateau, Il compagno-Dio (1961) di Edgar Morin, Scacco al tempo di Marcel Thiry (1945), Ucronia (1876) di Charles Renouvier, Ponzio Pilato (1961) di Roger Caillois, Tre frammenti di una storia universale 1992 (1928) di André Maurois, Jacques Arnaut et la Somme romanesque (1933) e Liaisons du monde (1938) di Léon Bopp.

## Edizioni
- Ucronia, collana Piccola Biblioteca Adelphi, traduzione di Federica Di Lella e Giuseppe Girimonti Greco, Milano, Adelphi, 2024, ISBN 9788845939167.